# 籾保
籾保（もみほ）は岡山県津山市にある地名。郵便番号は708-0803。

## 地理
東苫田地区の東北端に位置し、北は高田地区、東は高倉地区に接する。

## 歴史

### 沿革
- 1872年 - 籾山村と紫保井村が合併、籾保村となる。
- 1889年6月1日 - 町村制施行に伴い、東南条郡籾保村が大田村、勝部村、志戸部村、沼村と合併し、東苫田村となる。籾保村は大字籾保となる。
- 1900年4月1日 - 東南条郡が東北条郡、西西条郡、西北条郡と合併し、苫田郡となる。
- 1941年2月11日 -苫田郡東苫田村が久米郡佐良山村とともに津山市へ編入される。
- 1953年 - 籾保から紫保井（旧・紫保井村）が分離。

## 世帯数と人口
2021年（令和3年）1月1日現在の世帯数と人口は以下の通りである。
| 町丁 | 世帯数  | 人口  |
| ---- | ------- | ----- |
| 籾保 | 123世帯 | 253人 |

## 小・中学校の学区
市立小・中学校に通う場合、学区は以下の通りとなる。
| 番地 | 小学校             | 中学校             |
| ---- | ------------------ | ------------------ |
| 全域 | 津山市立鶴山小学校 | 津山市立中道中学校 |

## 交通

### 道路
- 岡山県道394号大篠津山停車場線

## 施設
- 向山洋一教育実践原理原則研究会事務局センター